# Gia trưởng
Gia trưởng là hành động giới hạn sự tự do hoặc tự chủ của một cá nhân hay hội nhóm với ý định là mang lại lợi ích cho cá nhân, hội nhóm đó. Gia trưởng cũng có thể hàm ý rằng hành vi này chống lại hay bất chấp ý muốn của một người, hoặc hành vi đó thể hiện một thái độ bề trên kẻ cả. Hành vi gia trưởng, tính gia trưởng, thái độ gia trưởng thường mang sắc thái tiêu cực. Lưu ý rằng trong tiếng Việt, gia trưởng theo nghĩa gốc đơn giản có nghĩa là người đứng đầu gia đình (tương tự "gia chủ"), không có hàm ý tiêu cực.